# Chaumeil
Chaumeil è un comune francese di 167 abitanti situato nel dipartimento della Corrèze nella regione della Nuova Aquitania.

## Storia

### Simboli
Nonostante siano state presentate alcune proposte, il comune non ha adottato un proprio stemma ufficiale.

## Società

### Evoluzione demografica
Abitanti censiti